# Geodia ataxastra
Geodia ataxastra är en svampdjursart som beskrevs av Lendenfeld 1910. Geodia ataxastra ingår i släktet Geodia och familjen Geodiidae.

## Underarter
Arten delas in i följande underarter:
- G. a. latana
- G. a. angustana